# Judà (fill de Jacob)
Segons el Gènesi, Judà (en hebreu יְהוּדָה בן-יַעֲקֹב Yəhûdāh ben Yahăqōb) era el quart fill del patriarca Jacob i la seva primera esposa Lia. Va ser el patriarca i cap de la Tribu de Judà, la més important, ja que el seu pare Jacob s'enemistà amb Rubèn i cedí els drets de lideratge del poble a Judà.
Judà va viure els primers anys de la seva infantesa a Aram-Naharaim (Mesopotàmia) a casa del seu oncle Laban, on vivia tota la seva família. Temps després van emigrar a Canaan i es van instal·lar prop de la ciutat de Siquem, on el príncep hivita Siquem va raptar i violar la seva germana Dina. A continuació, el pare de Siquem anà a trobar Jacob i li demanà la mà de la filla per al jove príncep així com donar les seves filles als fills de Jacob, a fi d'unir-se en un sol poble.
Els israelians els van dir que no podien donar les seves dones a persones incircumcises. Així, tota la població es circumcidà. Dos dies més tard, però, Leví i Simeó, van entrar a la ciutat i van matar tots els homes aprofitant que es dolien de les seves parts, i van saquejar la ciutat i es van apropiar dels seus ramats i de les seves dones i fills. Tot seguit, tota la família de Jacob abandonà aquell lloc per evitar el conflicte.
La família va retornar per fi a Hebron, on Judà va poder conèixer el seu avi Isaac.
Un dia mentre pasturava amb els seus germans, per evitar un homicidi, Judà proposà vendre el seu germà Josep a un mercader d'esclaus. Aleshores van esquinçar la túnica de Josep, la van embrutar de sang i la van portar al seu pare Jacob explicant-li que Josep havia estat mort per una fera.
Al cap de poc, Judà se n'anà de casa del seu pare i s'instal·la amb un amic seu anomenat Hirà, a Adul·lam. Allà es va casar amb la filla d'un cananeu anomenat Xirà, que segons el Gènesi s'anomenava Sué o Batxuà segons el Llibre dels Jubileus o Il·lit segons el Llibre de Jasher, amb la que va tenir tres fills:
- Er
- Onan
- Xelà

El fill gran, Er, es va casar amb una cananea anomenada Tamar. Er va ser malvat als ulls de Jahvè i poc després, la dona va enviudar. Llavors Judà va dir a la vídua que es casés amb Onan, germà del seu espòs, però Onan, sabent que els fills que tindria no serien seus ja que la llei els feia fills del seu germà, quan feia l'amor es derramava a terra per evitar que Er tingués fills. Això no va agradar a Déu i també Onan va morir prematurament. Jacob va voler que es casés amb el germà petit Xelà, però aquest encara no tenia l'edat suficient, i la va enviar a viure a casa del seu pare fins que Xelà tingués edat suficient.
Van passar els anys i Judà es quedà vidu. Un dia, va anar de viatge i va mantenir relacions amb la seva nora, que es va disfressar de prostituta per jaure amb ell, i Judà no la va conèixer.
De resultes van tenir bessonada, que Tamar va reclamar com a fills de Jacob. Aquest havia donat de penyora el seu segell i el cordó que el lligava al bàcul quan va tenir relacions amb ella, i amb això Tamar va justificar el seu embaràs i en va demostrar la paternitat. Els fills bessons es van dir:
- Zèrah
- Peres

Quan van arribar uns temps de sequera, baixà amb els seus germans a Egipte per comprar aliments. Allà es van trobar amb el regent del país, que els confessà que era el seu germà Josep, que els va perdonar a tots. Aleshores Judà es va endur la seva família a Egipte: els seus fills (Xelà, Peres i Zèrah) i els seus nets (Hesron i Hamul) i les seves respectives dones i esclaus. Va morir amb 119 o 129 anys, segons les versions.